# Woldegk (gemeente)
Woldegk is een stad in de Duitse deelstaat Mecklenburg-Voor-Pommeren, en maakt deel uit van de Landkreis Mecklenburgische Seenplatte. Woldegk telt 4.308 inwoners.

## Geografie
De stad Woldegk ligt in het zuiden van de deelstaat Mecklenburg-Voor-Pommeren en grenst aan Brandenburg. De gemeente ligt boven de 100 m NN en is daarmee een van de hoogstgelegen plaatsen in de deelstaat. Ortsteile van Woldegk zijn Bredenfelde, Canzow, Carolinenhof, Friedrichshöh, Georginenau, Grauenhagen, Helpt, Hildebrandshagen, Hinrichshagen, Johanneshöhe, Oertzenhof, Oltschlott, Pasenow, Rehberg en Vorheide.